# Quinto Cecilio Metelo (cónsul 206 a. C.)

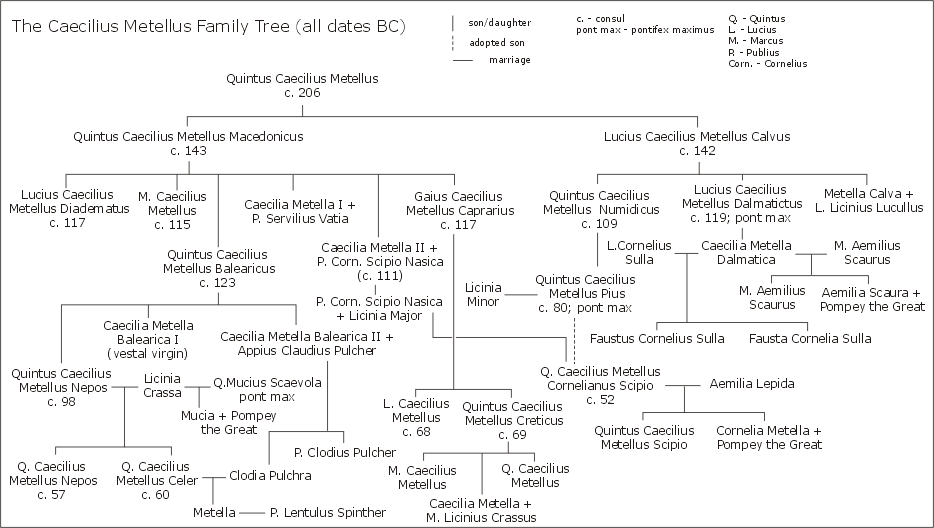
Genealogía de los Cecilio Metelo

Quinto Cecilio Metelo  fue un político y militar romano durante la segunda guerra púnica, cónsul en el año 206 a. C.

## Vida
Hijo del consular Lucio Cecilio Metelo, y miembro de la gens plebeya Cecilia, es mencionado por Cicerón en su lista de oradores romanos. Su oración en el funeral de su padre está recogida por Plinio el Viejo.
Fue elegido como uno de los pontífices en 216 a. C., edil plebeyo en 209 a. C. y edil curul en el año 208 a. C. En 207 a. C., Metelo sirvió en el ejército del cónsul Cayo Claudio Nerón y fue uno de los legados enviados a Roma para transmitir la noticia de la derrota y muerte de Asdrúbal. Gracias a sus servicios en esta campaña sería elegido cónsul para el año siguiente. A su regreso a Roma, fue nombrado magister equitum de Marco Livio Salinator, el dictador designado para celebrar los comicios de 206 a. C.en los que Metelo sería elegido cónsul junto con Lucio Veturio Filón, quien había servido con él en la campaña contra Asdrúbal.
Los cónsules recibieron el Brucio como provincia con el fin de proseguir la guerra contra Aníbal, pero el año pasó sin que se produjera ningún acontecimiento importante, ya que aparentemente la situación era tranquila, por lo tanto el Senado, invitó a los cónsules a que alentaran a la población a retomar sus cultivos. Luego ambos cónsules marcharon sobre el Cosentia, saquearon sus alrededores y, en el camino de regreso, rechazaron un ataque de los brucios en su paso por Lucania, y que dio como resultado el reconocimiento del poder de Roma en la región. Metelo permaneció en la misma provincia como procónsul durante el siguiente año. Al final de este año, Metelo fue llamado a Roma y nombrado dictador con el fin de celebrar los comicios. Como muchos de sus distinguidos contemporáneos, tuvo una activa participación en la guerra contra Aníbal pero a la conclusión del conflicto, en el año 201 a. C., dijo ante el Senado que no consideraba su terminación como una bendición para Roma, ya que temía que el pueblo romano ahora se hundiría nuevamente en la desidia de la que había sido despertado por la presencia de Aníbal.
Metelo vivió muchos años más, empleado en varios encargos públicos. En 201 a. C. fue nombrado uno de los decemviri para dividir la tierra pública en Samnio y Apulia entre los soldados romanos que habían servido en África contra Aníbal.En 193 a. C., se lo menciona participando en el senado por el conflicto entre el cónsul Lucio Cornelio Merula y el legado Marco Claudio Marcelo. En 185 a. C. fue uno de los embajadores enviados a Filipo de Macedonia y a los aqueos. Su última mención se da cuando pronunció un discurso ante los censores en el año 179 a. C., discurso recogido por Tito Livio.